# غريغوري كاراز
غريغوري كاراز (بالفرنسية: Grégory Carraz)‏ مواليد 9 أبريل 1975 في بورغوان-جاليو، فرنسا، هو لاعب كرة مضرب فرنسي سابق بدأ مسيرته كمحترف سنة 1993 وكان يلعب باليد اليمنى، اعتزل اللعب في 2007. أعلى تصنيف له في الفردي كان المركز الـ 54 في سنة 2004. أعلى تصنيف له في الزوجي كان المركز الـ 122 في سنة 2004. سبق أن شارك في دورة الألعاب الأولمبية الصيفية.

## النهائيات

### الزوجي: 1 (0–1)
| الحصيلة | الرقم | التاريخ      | الدورة                                | الأرضية | الشريك      | المنافس في النهائي   | النتيجة في النهائي |
| الوصافة | 1.    | 5 يوليو 2004 | بطولة نيوبورت للتنس، الولايات المتحدة | عشبية   | نيكولا مايو | جوردان كير جيم توماس | 3–6, 7–65, 3–6     |

## روابط خارجية
- غريغوري كاراز على موقع رابطة محترفي التنس (الإنجليزية)
- غريغوري كاراز على موقع الاتحاد الدولي لكرة المضرب (الإنجليزية)
- غريغوري كاراز على موقع خلاصة التنس.كوم (الإنجليزية)
- غريغوري كاراز على موقع أوليمبيديا (الإنجليزية)